# Rheta Louise Childe Dorr
Rheta Louise Childe Dorr (2 novembre 1866, Omaha - 8 août 1948, Nouvelle-Bretagne) est une journaliste américaine, écrivaine, suffragette et militante politique. Elle est l'une des principales journalistes féminines de l'époque progressiste et la première rédactrice en chef du journal The Suffragist.

## Biographie

Rheta Childe Dorr, 1913

Originaire du Nebraska, Rheta Louise Childe est le deuxième enfant d'une famille de quatre filles et de deux fils nés de Lucie Mitchell et Edward Payson Child, un pharmacien né à New York. Une nuit, alors qu'elle n'a que 12 ans, elle et sa sœur se faufilent hors de la maison familiale contre la volonté de leur père afin d'entendre Susan B. Anthony et Elizabeth Cady Stanton parler du suffrage féminin. Cette expérience est une révélation pour la jeune femme qui intègre dès lors la possibilité de voter comme un droit fondamental.
Rheta Louise Child étudie pendant deux années à l'Université du Nebraska avant de déménager à New York en 1890, où elle travaille comme journaliste. Elle y rencontre John Pixley Dorr, un homme d'affaires conservateur originaire de Seattle. Ils se marient en 1892 et déménagent à Seattle. Rheta Dorr continue à travailler comme journaliste, interviewant des mineurs d'or revenant d'Alaska et écrivant des articles pour des journaux de New York en tant que pigiste. Le conflit avec son mari traditionaliste grandit et le couple se sépare en 1898. Elle retourne alors vers la côte Est des États-Unis avec son fils de deux ans.
Julian Childe Dorr, consul des États-Unis au Mexique pendant l'administration présidentielle de Herbert Hoover, décède à Mexico le 2 septembre 1936.
Rheta Childe Dorr meurt en Pennsylvanie, le 8 août 1948. 

## Carrière professionnelle

### New York Evening Post
En 1902, Rheta Dorr entre au New York Evening Post, où elle rédige des articles d'investigation sur les problèmes des femmes. La journaliste intègre notamment les usines et les grands magasins afin d'étudier les conditions de travail des femmes et des enfants. Elle dénonce par la même occasion le traitement inégal accordé aux femmes sur le lieu de travail. 

En 1927, elle se souvient de son passage au New York Evening Post : « Bien que j'étais une femme, j'avais la capacité d'un homme à gagner très bien ma vie. Je le savais parce que mes services en tant que journaliste et écrivaine étaient recherchés par le journal le plus distingué de New York. C'était une marque de reconnaissance spéciale si vous étiez une femme, car à l'époque, très peu d'entre nous pouvaient obtenir un emploi dans un journal. Pourtant, à cause de mon sexe, je devais accepter un salaire d'à peine plus de la moitié de celui de mes collègues masculins. De plus, on m'a fait comprendre que je ne pourrais jamais espérer une augmentation. Les femmes, m'a expliqué le rédacteur en chef, étaient des accidents dans l'industrie. Elles étaient tolérées parce qu'elles étaient temporairement nécessaires, mais un jour leur place serait restaurée et les emplois reviendraient là où ils appartenaient, aux hommes. ».

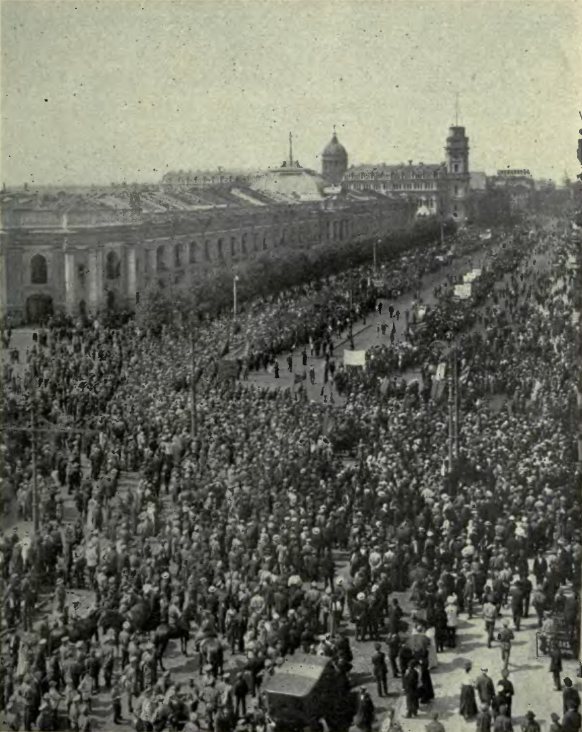
Foule sur l'avenue Nevski Prospect à Saint-Pétersbourg, lors de l'échec du soulèvement bolchevique en juillet 1917. Photographie de Rheta Louise Childe Dorr.

Rheta Dorr est finalement nommée «rédactrice des femmes» du journal, mais elle ne peut espérer mieux que sa position actuelle en raison de ses opinions politiques radicales qui étaient en dehors de celles traditionnellement retenues par le journal.

### Activisme politique
Rheta Dorr quitte le New York Evening Post durant l'été 1906 et voyage en Europe, où elle s'intéresse de plus en plus au mouvement international grandissant pour accorder le droit de vote aux femmes. À son retour en Amérique, elle poursuit la rédaction d'articles militant vers une égalité femmes-hommes pour le périodique Hampton's Broadway Magazine. Une grande partie de ses textes sont réunis dans l'ouvrage What Huit Million Women Want édité en 1910,.
Brièvement membre du Parti socialiste d'Amérique, elle s'installe dans le Lower East Side de New York, où elle partage son quotidien avec la population immigrée et prend conscience de la situation économique de la classe ouvrière. L'activisme politique de Rheta Dorr comprend des piquets de grève pour les travailleurs de l'industrie du textile et un engagement auprès de la Ligue syndicale féminine au nom de la législation sociale. Elle milite pour le salaire minimum, la journée de huit heures et le droit de vote des femmes. Ses engagements politiques contribuent à la mise en place de la coalition des réformateurs sociaux qui a contribué à la première grande enquête du Bureau américain du travail sur les conditions auxquelles sont confrontées les travailleuses.
En 1914, elle devient la première rédactrice en chef de The Suffragist, organe de presse officiel de l'Union du Congrès pour le suffrage des femmes, le précurseur organisationnel du National Women's Party. 

### Correspondante de presse en Europe

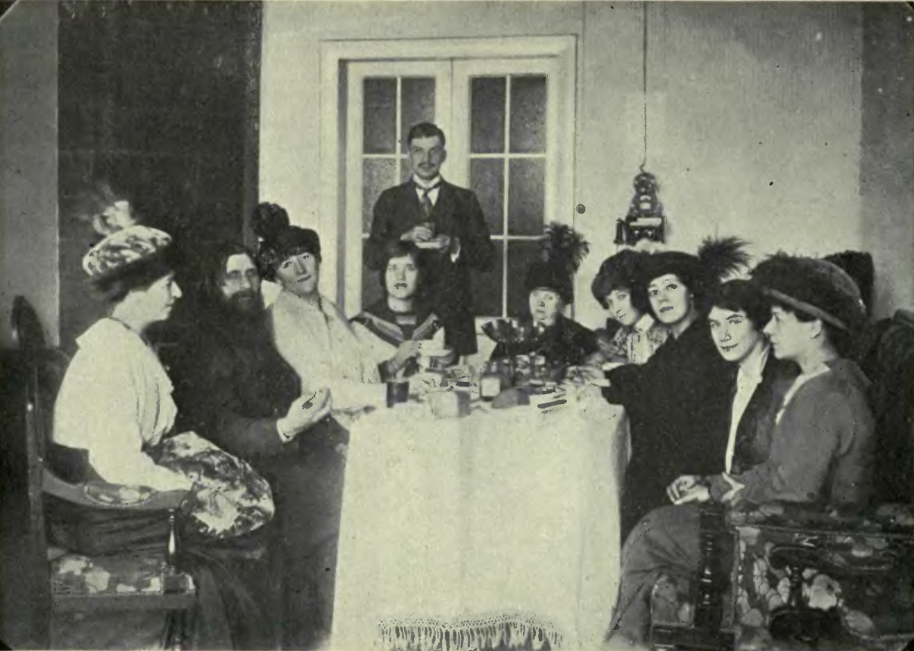
Rasputin entouré d'admiratrices, 1917. Photographie de Rheta Louise Childe Dorr.

Rheta Dorr délaisse le Parti socialiste à la suite de son opposition de l'entrée de l'armée américaine dans la Première Guerre mondiale et sa conviction que l'organisation a favorisé la « tyrannie » d'une victoire allemande dans le conflit. Néanmoins, elle conserve sa foi dans le socialisme jusqu'au début des années 1920, période pendant laquelle elle participe à de nouvelles expériences personnelles dans la Russie révolutionnaire et en Tchécoslovaquie. 
En plus de multiplier les piges, elle accepte un poste de correspondante de presse en Europe pour le New York Evening Mail. En parallèle de ses articles, elle rédige deux livres sur la situation européenne, y compris un compte-rendu du renversement du régime du tsar Nicolas II intitulé Inside the Russian Revolution publié en 1917 et The Soldier's Mother in France, édité en 1918.
Après la fin de la guerre, Rheta Dorr retourne à Washington et projete de faire une tournée des États-Unis pour mener des recherches sur une série d'articles de magazines. Dans la nuit du 18 novembre 1919, elle est renversée par une moto et hospitalisée avec un bras cassé et d'autres blessures graves. L'accident met fin à la période active de sa vie, laissant un impact durable sur sa mémoire et sa santé. 
À partir de 1920, elle est une membre active du Parti républicain, travaillant sur la campagne présidentielle de Warren G. Harding et intègre le Women's National Republican Club. Sa politique personnelle devient de plus en plus conservatrice. Elle entreprend différents voyages thérapeutiques en Europe et rédige des articles pour la presse américaine en tant que correspondante à l'étranger. 
En 1922, elle conseille l'auteure Anna Vyroubova pour la rédaction de son mémoire, My Memories of the Russian Court. En 1924, elle publie ses propres souvenirs dans A Woman of Fifty. Son activité d'édition s'achève en 1929 avec la publication d'un tome sur la question de la prohibition, Drink : Coercion or Control ?,.

## Publications
- The Thlinkets of Southeastern Alaska avec Frances Knapp, Chicago, Stone and Kimball, 1896
- Breaking Into the Human Race, New York, National American Woman Suffrage Association, vers 1910
- What Eight Million Women Want. Boston: Small, Maynard & Co., 1910
- The Women Did It in Colorado : How the Colorado Women Learned to Vote and the Reforms They Have Worked with their Ballots, Hampton's Magazine, 1911
- Inside the Russian Revolution, New York, Macmillan, 1917
- The Soldier's Mother in France, Indianapolis, Bobbs-Merrill Co., 1918
- A Woman of Fifty, New York, Funk & Wagnalls, 1924
- A Convert from Socialism, North American Review, vol. 224, whole no. 837, pp. 498–504, novembre 1927
- The Man Who Set Virginia One Hundred Years Ahead : An Interview with Governor Byrd, McClure's, vol. 60, no. 2, février 1928
- Susan B. Anthony : The Woman Who Changed the Mind of a Nation, New York, Frederick A. Stokes Co., 1928
- Drink : Coercion or Control ?, New York, Frederick A. Stokes Co., 1929